# Pratt & Whitney Canada PT6

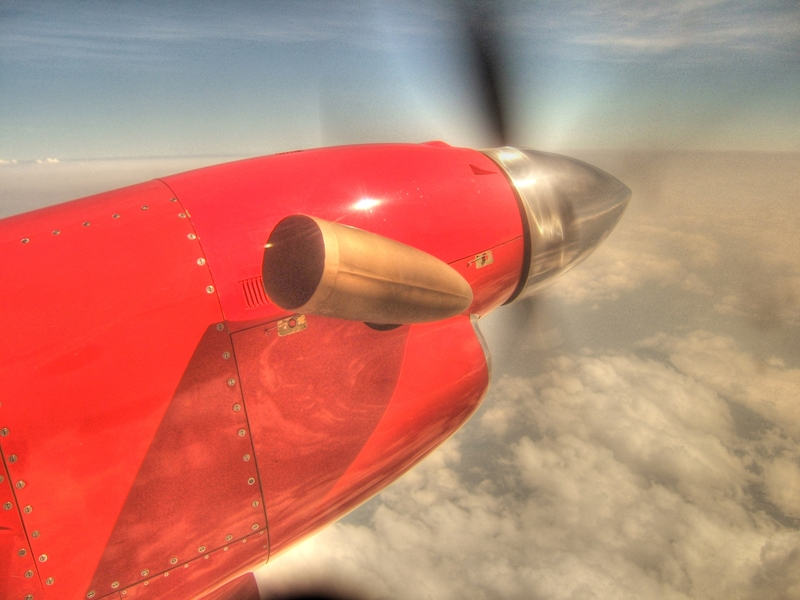
Silnik PT6A-67D zamontowany w samolocie Beechcraft 1900

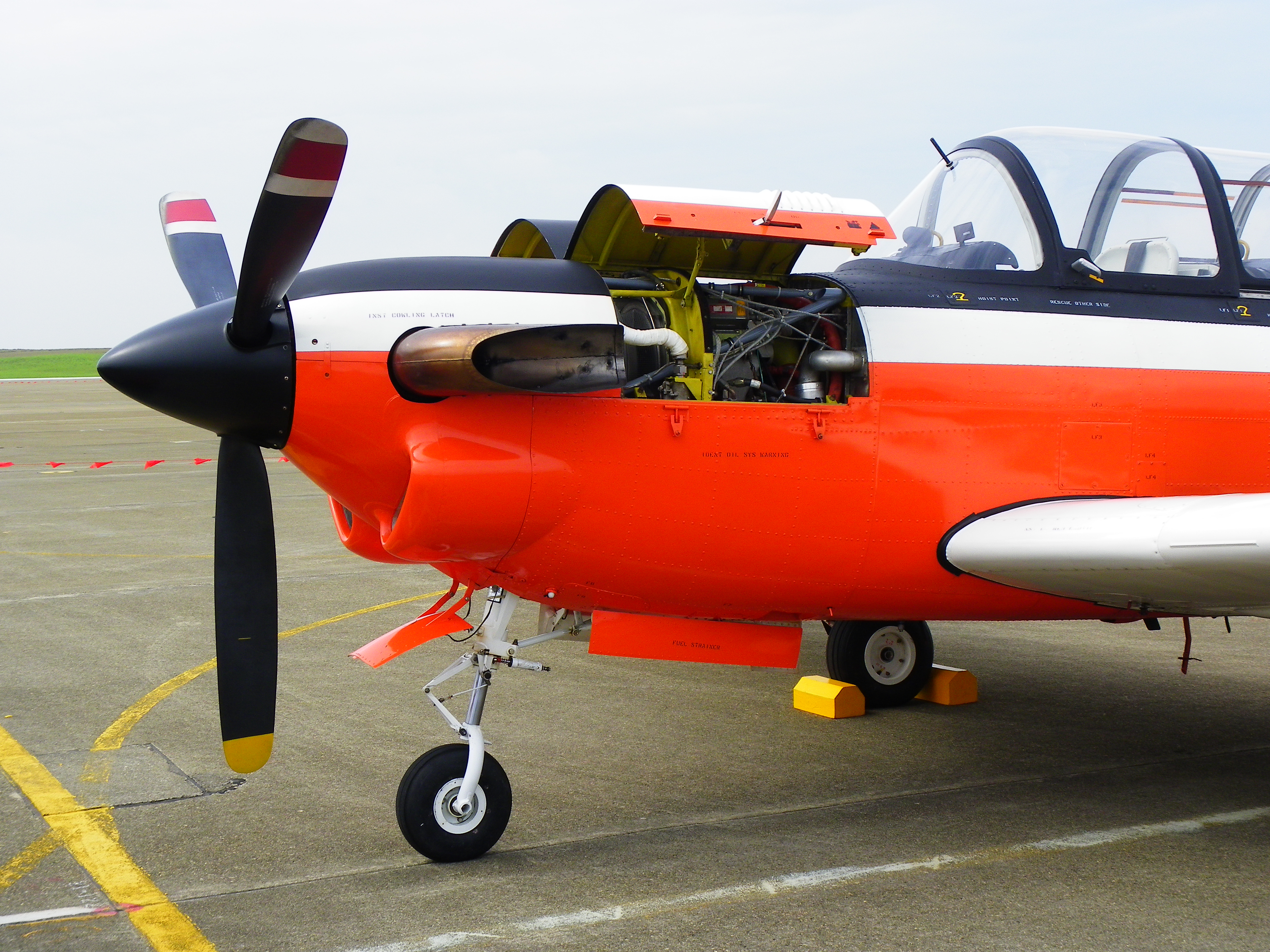
Silnik PT6 zamontowany w samolocie Beechcraft T-34

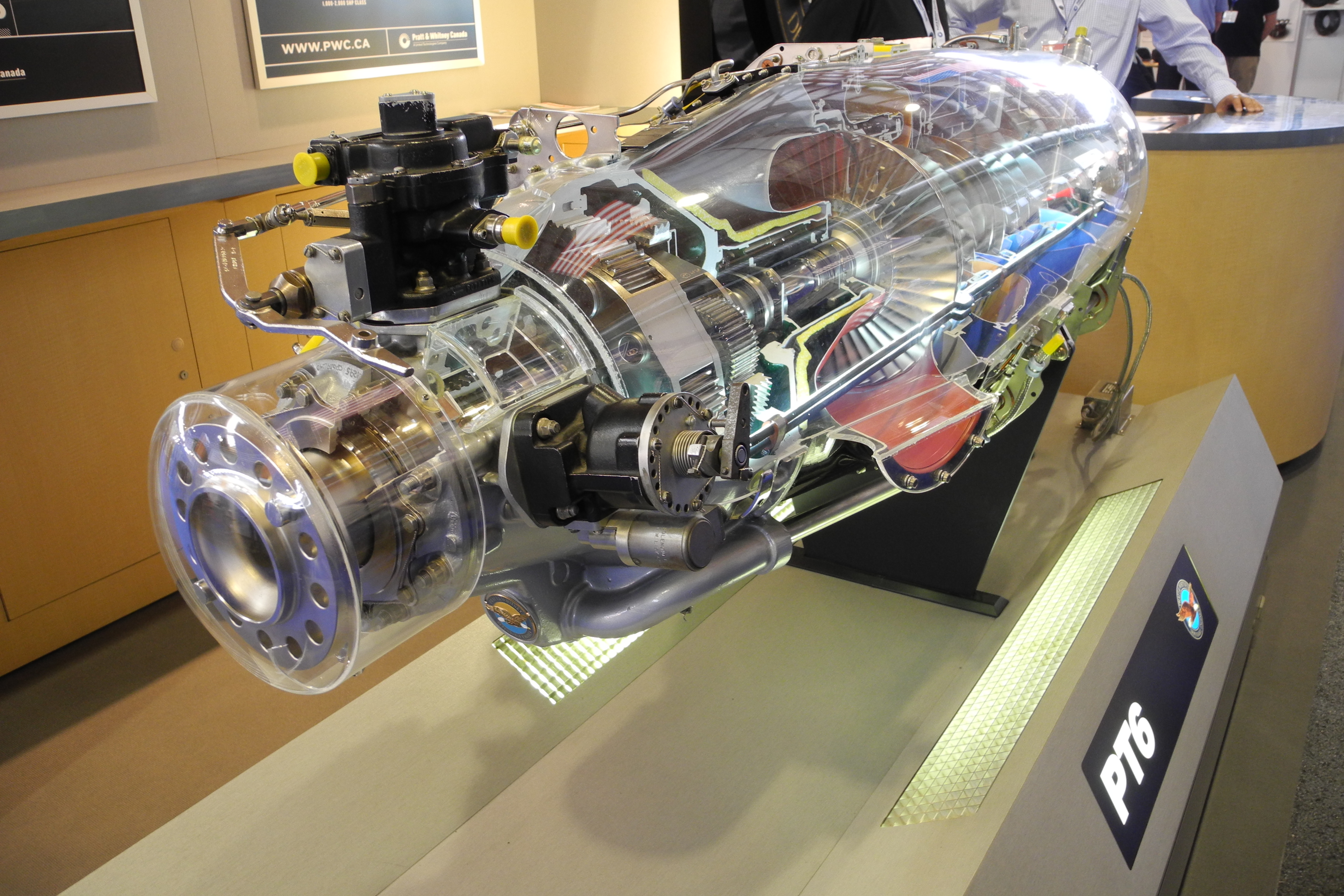
Silnik PT6 prezentowany jako przekrój

Pratt & Whitney PT6 – seria silników lotniczych turbośmigłowych produkowanych przez kanadyjską firmę Pratt & Whitney Canada. Najbardziej popularną odmianą są silniki z serii PT6A stosowane w samolotach i osiągające moce od 580 do 1940 koni mechanicznych. Silniki serii PT6B i PT6C stosowane są w śmigłowcach, ponadto można spotkać też oznaczenia wojskowe takie jak T74 lub T101.

## Warianty

### PT6A
| Nazwa        | Moc (SHP) | Zastosowanie |
| ------------ | --------- | --- |
| PT6A-6       | 500 KM    | |
| PT6A-11AG    | 500 KM    | Air Tractor AT 402A/402B Schweizer G-164B AG-Cat Turbine |
| PT6A-15AG    | 500 KM    | Air Tractor AT 402A/402B Air Tractor AT 502B Frakes Turbo Cat Model A/B/C Schweizer G-164B AG-Cat Turbine |
| PT6A-20      | 550 KM    | |
| PT6A-21      | 550 KM    | Beechcraft King Air C90A/B/SE Turbine Air Bonanza |
| PT6A-25/-25A | 550 KM    | |
| PT6A-25C     | 750 KM    | Embraer EMB-312 Tucano Pilatus PC-7/PC-7 MKII Turbo Trainer PZL-Okecie PZL-130 TC-II Turbo-Orlik |
| PT6A-27      | 680 KM    | Beechcraft 99A Beechcraft B99 Bombardier (deHavilland) DHC-6 Twin Otter Series 300 CATIC/HAIG Y-12 Embraer EMB 110 Bandeirante Let L-410 Turbolet Pilatus PC-6 Turbo Porter |
| PT6A-28      | 680 KM    | |
| PT6A-29      | 750 KM    | |
| PT6A-34      | 750 KM    | Embraer EMB 110 Bandeirante Embraer Bandeirante EMB-111 Embraer Caraja Frakes Mallard JetPROP DLX Pacific Aero Cresco 750XL Quest Kodiak Vazar Dash 3 Turbine Otter |
| PT6A-34AG    | 750 KM    | Air Tractor AT 502B Frakes Turbo Cat Model A/B/C Pacific Aero Cresco 750 PZL-Okecie PZL-106 Turbo-Kruk Schweizer G-164B AG-Cat Turbine Schweizer G-164D AG-Cat Turbine Thrush 510P |
| PT6A-35      | 750 KM    | JetPROP DLX |
| PT6A-36      | 750 KM    | |
| PT6A-38      | 750 KM    | |
| PT6A-40      | 700 KM    | |
| PT6A-41      | 850 KM    | Beechcraft King Air B200 Piper PA-42 Cheyenne III |
| PT6A-42      | 850 KM    | Beechcraft King Air B200 |
| PT6A-42A     | 850 KM    | Blackhawk XP42A Caravan Series Piper Meridian |
| PT6A-45      | 1020 KM   | |
| PT6A-50      | 973 KM    | |
| PT6A-52      | 850 KM    | Beechcraft King Air B200GT/250 |
| PT6A-60A     | 1050 KM   | Beechcraft King Air 300/350 |
| PT6A-60AG    | 1050 KM   | Air Tractor AT 602 Thrush 550P Thrush 660 |
| PT6A-61      | 850 KM    | Blackhawk XP61 King Air 200/B200 Piper PA-42 Cheyenne IIIA |
| PT6A-62      | 950 KM    | Pilatus PC-9 Turbo Trainer |
| PT6A-64      | 700 KM    | EADS Socata TBM 700 |
| PT6A-65AG    | 1300 KM   | Air Tractor AT 602 Air Tractor AT 802/802A/802AF/802F Thrush 660 Thrush 710P |
| PT6A-65B     | 1100 KM   | Beechcraft 1900 PZL M28 |
| PT6A-66      | 850 KM    | Piaggio P.180 Avanti |
| PT6A-66B     | 850 KM    | Piaggio Avanti II |
| PT6A-66D     | 850 KM    | EADS Socata TBM 850 |
| PT6A-67A     | 850 KM    | Beechcraft Starship |
| PT6A-67AG    | 1350 KM   | Air Tractor AT 802/802A/802AF/802F Thrush 710P |
| PT6A-67B     | 1200 KM   | Pilatus PC-12 |
| PT6A-67D     | 1200 KM   | Beechcraft 1900D |
| PT6A-67R     | 1424 KM   | Basler Turbo BT-67 Shorts 360 / 360-300 |
| PT6A-68      | 1250 KM   | Beechcraft T-6 Texan II |
| PT6A-68B     | 1600 KM   | Pilatus PC-21 |
| PT6A-68C     | 1600 KM   | Embraer EMB-314 Super Tucano |
| PT6A-112     | 500 KM    | Cessna Conquest I Reims Cessna F406 |
| PT6A-114A    | 675 KM    | Cessna 208/208B Caravan |
| PT6A-135A    | 750 KM    | Beechcraft King Air F90-1/C90GT/C90GTi/C90GTx Blackhawk XP135A Cheyenne Series Blackhawk XP135A Conquest I Blackhawk XP135A King Air 90 Series Cessna Conquest I Lancair International Inc. Evolution Silverhawk 135/StandardAero C90/E90 StandardAero Cheyenne Series StandardAero King Air F90 T-G Aviation Super Cheyenne® Vazar Dash 3 Turbine Otter |

### PT6B
Silnik o mocy 981 KM przeznaczony dla śmigłowców. Zastosowany m.in. w śmigłowcach Agusta Westland A119 i Sikorsky S-76B.

### PT6C
Seria silników o mocach od 1100 KM do 2000 KM, stosowana w śmigłowcach, m.in. Agusta Westland AW139 i Eurocopter EC175.

### PT6T
Silniki PT6T powstały z połączenia dwóch silników PT6 wspólną przekładnią redukcyjną, jest to rozwiązanie stworzone głównie z myślą o śmigłowcach.

### Soloy DualPack/PT6D
Rozwiązanie podobne do PT6T, oparte na dwóch silnikach PT6D-114A (opartych z kolei na PT6A-114A), zastosowane w prototypowym samolocie Soloy Pathfinder 21 (opartym na samolocie Cessna 208).

### T74
Wojskowe oznaczenie silnika PT6A-20/27 montowanego w samolocie Beechcraft U-21.

### T101
Wojskowe oznaczenie silnika PT6A-45R montowanego w samolocie Shorts 330.